# Jürgen Kunze (Sprachwissenschaftler)
Jürgen Kunze (* 28. März 1937 in Berlin) ist ein deutscher Sprachwissenschaftler, Computerlinguist und Hochschullehrer.

## Leben und Wirken
Nach seiner Reifeprüfung 1955 in Berlin studierte Jürgen Kunze von 1955 bis 1960 Mathematik an der Humboldt-Universität zu Berlin und legte 1960 die Diplomprüfung ab. Bis 1966 arbeitete er als wissenschaftlicher Assistent an der Akademie der Wissenschaften der DDR. Außerdem widmete er sich von 1963 bis 1969 dem Studium der Kommunikationswissenschaft an der Berliner Universität und absolvierte eine Diplomprüfung hierfür. Im Jahre 1966 promovierte er im Fach Mathematik bei Hans Reichardt und habilitierte sich 1967 an der Humboldt-Universität, wo er bis 1970 einen Lehrauftrag innehatte. Bis 1991 war er weiterhin an der Akademie der Wissenschaften der DDR tätig und leitete hier vor allem den Bereich Automatische Sprachverarbeitung. 1976 wurde er zum Professor ernannt. Nach der Wende 1989/90 lehrte er weiterhin an der Humboldt-Universität und wurde 1993 auf einen Lehrstuhl für Computerlinguistik berufen.

## Veröffentlichungen (Auswahl)
- Versuch eines objektivierten Grammatikmodells. Zwei Teile. Akademie-Verlag, Berlin 1967/1968.
- Der Schnittort auf konvexen Verheftungsflächen (= Mathematische Monographien, Bd. 9). Deutscher Verlag der Wissenschaften, Berlin 1969 (= Habilitationsschrift Humboldt-Universität zu Berlin).
- Die Auslaßbarkeit von Satzteilen bei koordinativen Verbindungen im Deutschen (= Schriften zur Phonetik, Sprachwissenschaft und Kommunikationsforschung, Bd. 14). Akademie-Verlag, Berlin 1972.
- Abhängigkeitsgrammatik (= Studia grammatica, Bd. 12). Akademie-Verlag, Berlin 1975.
- Semantische Netze und selektive Beziehungen. In: The Prague bulletin of mathematical linguistics, H. 25 (1976), S. 3–49 u. H. 26 (1976), S. 17–39.
- Modellierung in der Linguistik und automatische Sprachverarbeitung. Akademie-Verlag, Berlin 1980.
- (Hrsg. u. Mitautor): Automatische Analyse des Deutschen. Akademie-Verlag, Berlin 1982.
- (mit Uwe Jung, Herbert Küstner): Probleme der Selektion und Semantik (= Studia grammatica, Bd. 28). Akademie-Verlag, Berlin 1986, ISBN 3-05-000205-0.
- Kasusrelationen und semantische Emphase (= Studia grammatica, Bd. 32). Akademie-Verlag, Berlin 1991, ISBN 3-05-001771-6.
- (mit Beate Firzlaff): Semenstrukturen und Feldstrukturen (= Studia grammatica, Bd. 36). Akademie-Verlag, Berlin 1993, ISBN 3-05-002387-2.
- Verbfeldstrukturen (= Öffentliche Vorlesungen / Humboldt-Universität zu Berlin, Bd. 21). Berlin 1994 (= Antrittsvorlesung Humboldt-Universität zu Berlin).
- Plain middles and "lassen" middles in German. Reflexive constructions and sentence perspective. In: Linguistics, Bd. 34 (1996), H. 3, S. 645–695.
- "Schorfheide" und verwandte Namen. Erkundungen zu einem rätselhaften Wort (= Sprachgeschichte, Bd. 1). LIT, Berlin/Münster 2007, ISBN 3-8258-0007-5.